# Lista światowego dziedzictwa UNESCO w Szwajcarii
Lista światowego dziedzictwa UNESCO w Szwajcarii – lista miejsc w Szwajcarii wpisanych na listę światowego dziedzictwa UNESCO, ustanowionej na mocy Konwencji w sprawie ochrony światowego dziedzictwa kulturowego i naturalnego, przyjętej przez UNESCO na 17. sesji w Paryżu 16 listopada 1972 i ratyfikowanej przez Szwajcarię 17 września 1975 roku.
Obecnie (stan na 2023 rok) na liście znajduje się 13 obiektów: 9 dziedzictwa kulturowego i 3 o charakterze przyrodniczym.
Na szwajcarskiej liście informacyjnej UNESCO – liście obiektów, które Szwajcaria zamierza rozpatrzyć do zgłoszenia do wpisu na listę światowego dziedzictwa – znajduje się 1 obiekt (stan na rok 2023).

## Obiekty na liście światowego dziedzictwa UNESCO
Poniższa tabela przedstawia szwajcarskie obiekty na liście światowego dziedzictwa UNESCO:
Nr ref. – numer referencyjny UNESCO;
Obiekt – polskie tłumaczenie nazwy wpisu na liście wraz z jej angielskim oryginałem;
Położenie – miasto, kanton; współrzędne geograficzne;
Typ – klasyfikacja według Komitetu Światowego Dziedzictwa:
- kulturowe (K),
- przyrodnicze (P),
- kulturowo–przyrodnicze (K,P).

Rok – roku wpisu na listę i rozszerzenia wpisu;
Opis – krótki opis obiektu wraz z informacjami o jego zagrożeniu.
     Wpisy transgraniczne
| Nr ref. | Obiekt | Zdjęcie | Położenie                                                                                        | Typ                | Rok       | Opis |
| ------- | --- | ------- | ------------------------------------------------------------------------------------------------ | ------------------ | --------- | --- |
| 267     | Zespół zabytkowy w Bernie Old City of Berne |         | Berno Kanton Berno 46°56′53″N 7°27′01″E/46,948056 7,450278                                       | K (iii)            | 1983      | Założone w XII w. Berno rozwijało się według ściśle określonych założeń urbanistycznych – do dziś zachowały się XV-wieczne arkady oraz XVI-wieczne fontanny; w XVIII w. miasto średniowieczne zostało odbudowane. |
| 268     | Opactwo Sankt Gallen Abbey of St Gall |         | St. Gallen Kanton St. Gallen 47°25′23″N 9°22′38″E/47,423056 9,377222                             | K (ii)(iv)         | 1983      | Przykład wielkiego karolińskiego założenia monastycznego, z jedną z najbogatszych i najstarszych na świecie bibliotek klasztornych; w XVIII w. przebudowany w stylu barokowym, klasztor funkcjonował od VIII w. do sekularyzacji w 1805 roku. |
| 269     | Klasztor benedyktyński Św. Jana w Münstair Benedictine Convent of St John at Müstair                                                                             |         | Müstair Kanton Gryzonia 46°37′45″N 10°26′52″E/46,629167 10,447778                                | K (iii)            | 1983      | Karoliński klasztor w dolinie Gryzonii, typowy dla czasów odnowy monastycyzmu chrześcijańskiego; z zachowanym zespołem malowideł ściennych z ok. 800 roku, freskami i sztukateriami z okresu romańskiego. |
| 884     | Trzy zamki, mury i fortyfikacje miasta Bellinzone Three Castles, Defensive Wall and Ramparts of the Market-Town of Bellinzona                                    |         | Bellinzona Kanton Ticino 46°11′35,3″N 9°01′20,7″E/46,193139 9,022417                             | K (iv)             | 2000      | Zespół zabytkowy Bellinzony z systemem fortyfikacji wokół zamku Castelgrande, systemem umocnień z zamkiem Montebello oraz odosobnionym zamkiem Sasso Corbaro. |
| 1037    | Jungfrau-Aletsch Swiss Alps Jungfrau-Aletsch |         | Berno Kanton Valais 46°30′00″N 8°02′00″E/46,500000 8,033333                                      | P (vii) (viii)(ix) | 2001 2007 | Obszar Alp z największym lodowcem Europy i bogactwem form lodowcowych: dolin U-kształtnych, cyrków, turni i moren. Charakteryzuje się różnorodnością alpejskiej flory i fauny. |
| 1090    | Monte San Giorgio |         | 45°53′20″N 8°54′50″E/45,888889 8,913889                                                          | P (viii)           | 2003 2010 | Góra w kształcie piramidy (1096 m n.p.m.) na południu Lago di Lugano – jedno z najbardziej znaczących stanowisk skamieniałości flory i fauny z triasu środkowego. Wpis transgraniczny z Włochami. |
| 1243    | Krajobraz kulturowy winnic tarasowych w Lavaux Lavaux, Vineyard Terraces                                                                                         |         | Kanton Vaud 46°29′31″N 6°44′46″E/46,491944 6,746111                                              | K (iii)(iv)(v)     | 2007      | Krajobraz kulturowy winnic tarasowych nad Jeziorem Genewskim. |
| 1276    | Linia kolejowa w Alpach Retyckich wraz z krajobrazem kulturowym Albula/Bernina Rhaetian Railway in the Albula / Bernina Landscapes                               |         | Kanton Gryzonia 46°51′06,3″N 9°31′57,3″E/46,851750 9,532583                                      | K (ii)(iv)         | 2008      | Dwie zabytkowe linie kolejowe biegnące przez Alpy Szwajcarskie dwoma przełęczami: otwartą w 1904 roku linię prowadząca przez przełęcz Albula o długości 67 km z 42 tunelami i 144 wiaduktami i mostami; oraz linię biegnącą przez przełęcz Bernina o długości 61 km z 13 tunelami i 52 wiaduktami i mostami. Przykład wybitnych osiągnięć myśli technicznej i architektonicznej z początku XX w. zrealizowanych z poszanowaniem krajobrazu, przez który kolej poprowadzono. Wpis transgraniczny z Włochami.                                  |
| 1179    | Szwajcarska arena tektoniczna Sardona Swiss Tectonic Arena Sardona                                                                                               |         | 46°55′00″N 9°15′00″E/46,916667 9,250000                                                          | P (viii)           | 2008      | Arena tektoniczna w północno-wschodniej części kraju, obejmująca obszar z siedmioma szczytami o wysokości powyżej 3000 m n.p.m., dokumentująca proces formowania się gór w wyniku zderzenia kontynentalnych płyt tektonicznych. |
| 1302    | Układ urbanistyczny miast zegarmistrzowskich La Chaux-de-Fonds/Le Locle La Chaux-de-Fonds / Le Locle, Watchmaking Town Planning                                  |         | Kanton Neuchâtel 47°06′05″N 6°49′30″E/47,101333 6,825000 47°03′11″N 6°44′53″E/47,053056 6,748056 | K (iv)             | 2009      | Sąsiadujące ze sobą XIX-wieczne miasta położone w Jurze, na terenach niesprzyjających uprawie roli, przykład oryginalnego rozwoju urbanistycznego, służącego racjonalnej organizacji produkcji zegarmistrzowskiej. Zagospodarowanie przestrzenne obu miast odzwierciedla przejście z wytwórczości rzemieślniczej do bardziej złożonego systemu produkcji fabrycznej. |
| 1363    | Prehistoryczne osady na palach Prehistoric Pile Dwellings around the Alps                                                                                        |         | 47°16′42″N 8°12′27″E/47,278333 8,207500                                                          | K (iv)(v)          | 2011      | Wpis transgraniczny z Austrią, Francją, Niemcami, Słowenią i Włochami, obejmujący 111 obszarów w Alpach i w okolicy Alp, na terenie których znajdują się pozostałości prehistorycznych osad na palach z ok. 5000–500 p.n.e. na brzegach jezior i rzek oraz na terenach podmokłych. |
| 1321    | Dzieła architektury Le Corbusiera The Architectural Work of Le Corbusier, an Outstanding Contribution to the Modern Movement                                     |         | Genewa Kanton Genewa 46°12′00,6″N 6°09′23,1″E/46,200160 6,156409                                 | K (i)(ii)(vi)      | 2016      | Wpis wraz z Argentyną, Belgią, Francją, Niemcami, Indiami i Japonią. Obejmuje 17 budowli według projektów Le Corbusiera (1887–1965) – na terenie Szwajcarii: Immeuble Clarté w Genewie. |
| 1133    | Pradawne i pierwotne lasy bukowe Karpat i innych regionów Europy Forêts primaires et anciennes de hêtres des Carpates et d’autres régions d’Europe (Switzerland) |         | 49°00′00″N 15°00′00″E/49,000000 15,000000                                                        | P (ix)             | 2018      | Zespół względnie nienaruszonych europejskich lasów bukowych. Od końca ostatniej epoki lodowcowej buk europejski zaczął się rozprzestrzeniać na terenie Alp, Karpat, Dinaryd oraz Pirenejów. Udana ekspansja na całym kontynencie europejskim jest możliwa, dzięki szerokiej tolerancji buka na różne warunki klimatyczne. Wpis transgraniczny z Austrią, Albanią, Belgią, Bośnią i Hercegowiną, Bułgarią, Chorwacją, Czechami, Francją, Hiszpanią, Macedonią Północną, Niemcami, Polską, Rumunią, Słowacją, Słowenią, Ukrainą oraz Włochami. |

## Obiekty na szwajcarskiej liście informacyjnej UNESCO
Poniższa tabela przedstawia obiekty na szwajcarskiej liście informacyjnej UNESCO:
Nr ref. – numer referencyjny UNESCO;
Obiekt – polskie nazwa obiektu wraz z jej francuskim oryginałem na szwajcarskiej liście informacyjnej;
Położenie – miasto, kanton; współrzędne geograficzne;
Typ – klasyfikacja według zgłoszenia:
- kulturowe (K),
- przyrodnicze (P),
- kulturowo–przyrodnicze (K,P).

Rok – rok wpisu na listę informacyjną;
Opis – krótki opis obiektu wraz z informacjami o jego zagrożeniu.
| Nr ref. | Obiekt                                        | Zdjęcie | Położenie                                                   | Typ       | Rok  | Opis |
| ------- | --------------------------------------------- | ------- | ----------------------------------------------------------- | --------- | ---- | --- |
| 6191    | Most nad Salginą Pont sur la gorge du Salgina |         | Kanton Gryzonia 46°58′54,5″N 9°43′06,1″E/46,981800 9,718350 | K (i)(iv) | 2017 | Most z betonu zbrojonego (132 m długości) wybudowany w 1929 roku według projektu szwajcarskiego inżyniera Roberta Maillarta (1872–1949), rozpięty na wysokości 93 m nad poziomem wody. |